# Gábor Máté
Gábor István Máté (Békéscsaba, 9 februari 1979) is een Hongaars discuswerper. Zijn beste prestaties zijn het behalen van een bronzen medaille op de WK voor junioren in 1998 en op de Universiade in 2005. Hij nam in totaal driemaal deel aan de Olympische Spelen, maar won hierbij geen medailles.

## Loopbaan
Op de Olympische Spelen van Sydney in 2000 werd Máté in de kwalificatieronde uitgeschakeld. Daarin kwam hij met 60,86 m tot een 14e plaats. Vier jaar later behaalde hij echter wel de finale op de Athene waarin hij met 57,84 elfde werd. Op de Olympische Spelen van 2008 in Peking viel hij in de kwalificatieronde met een achtste plaats en een worp van 62,44 net buiten de finale.
Gábor Máté studeerde aan de universiteit van Auburn en is werkzaam als economist. Hij is aangesloten bij de club Csabai Atléták Egyesülete.

## Persoonlijke records
Outdoor
| Onderdeel      | Prestatie | Datum           | Plaats      |
| -------------- | --------- | --------------- | ----------- |
| kogelstoten    | 18,72 m   | 3 augustus 2003 | Nyíregyháza |
| discuswerpen   | 66,54 m   | 16 april 2000   | Walnut      |
| kogelslingeren | 65,68 m   | 30 mei 2003     | Columbus    |

Indoor
| Onderdeel   | Prestatie | Datum            | Plaats       |
| ----------- | --------- | ---------------- | ------------ |
| kogelstoten | 18,77 m   | 14 februari 2003 | Fayetteville |

## Prestaties
| Jaar | Wedstrijd            | Plaats    | Resultaat    | Extra       |
| ---- | -------------------- | --------- | ------------ | ----------- |
| 1998 | WK junioren          | Annecy    | 3e           | discus      |
| 2000 | OS                   | Sydney    | 14e in kwal. | discus      |
| 2001 | EK (<23 jr.)         | Amsterdam | 3e           | discus      |
| 2004 | OS                   | Athene    | 11e          | discus      |
| 2005 | Europese Wintercup   | Mersin    | 9e           | kogelstoten |
|      | Universiade          | İzmir     | 3e           | discus      |
| 2006 | EK                   | Göteborg  | 12e          | discus      |
| 2007 | WK                   | Osaka     | 5e           | discus      |
| 2000 | OS                   | Peking    | 8e in kwal.  | discus      |
| 2008 | Wereldatletiekfinale | Stuttgart | 5e           | discus      |